# Palast der Republik (Minsk)

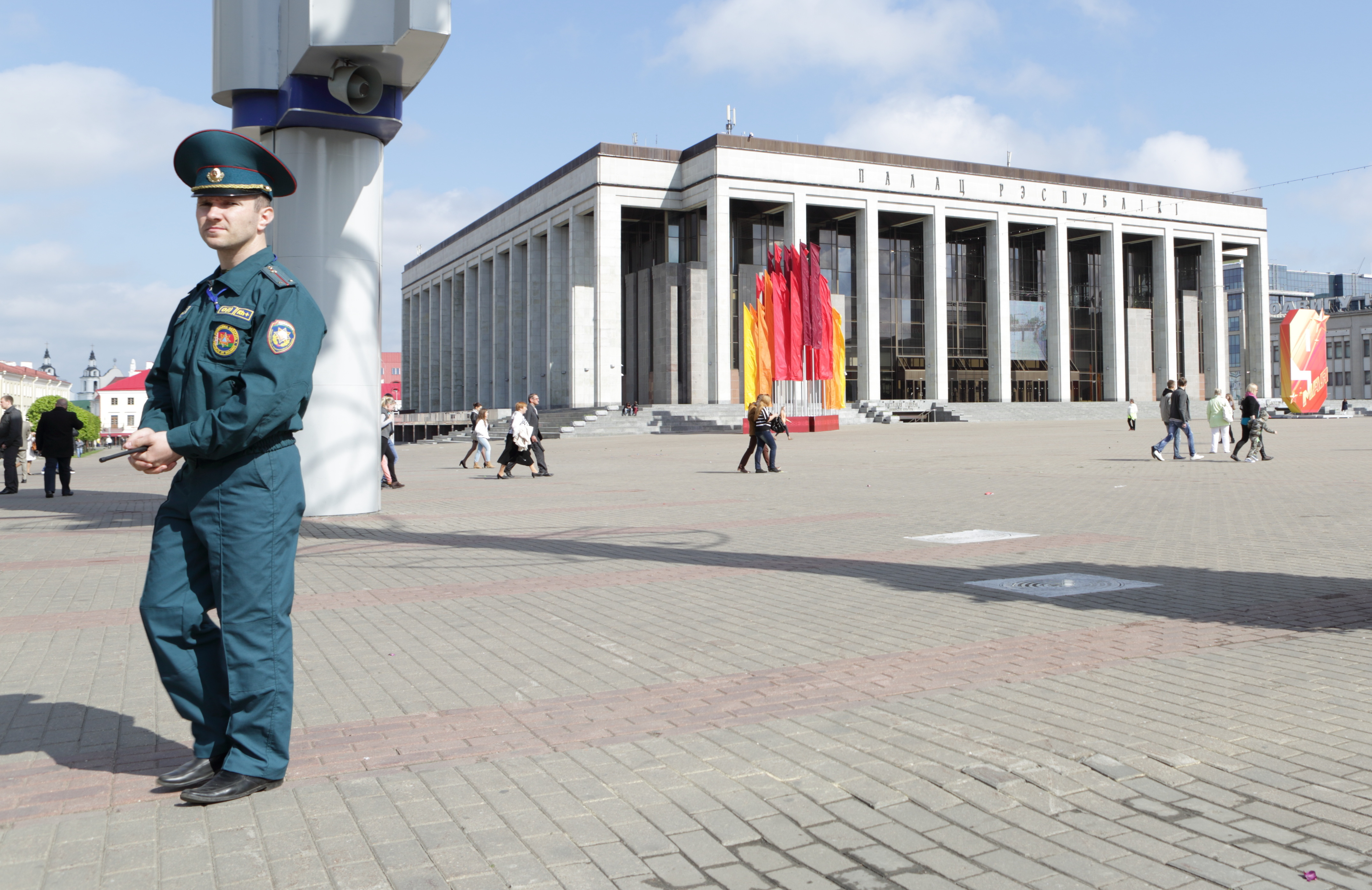
Palast der Republik (2014)

Der Palast der Republik (belarussisch Палац Рэспублікі Palaz Respubliki bzw. russisch Дворец Республики Dworez Respubliki) ist ein Gebäude am Oktoberplatz in der belarussischen Hauptstadt Minsk und zentraler Ort für politische und kulturelle Großveranstaltungen in Belarus. Er wird außerdem für internationale Foren, Konferenzen, Ausstellungen und Konzerte genutzt.

## Geschichte
Die Idee eines „Kulturpalastes der Republik“ wurde in den 1980er Jahren von Pjotr Mascherow, dem ersten Vorsitzenden des Zentralkomitees der Kommunistischen Partei der Weißrussischen SSR, vorgebracht. 1982 fand ein Designwettbewerb für den Palast der Republik statt, der vom staatlichen Institut Belgosproject gewonnen wurde. 1984 fing ein Architektenteam, bestehend aus M. Pirahou, W. Danilau, L. Sdanewitsch, L. Maskalewitsch, W. Nowikau, N. Turljuk, W. Ussimau und A. Schabalin, mit der architektonischen Gestaltung des Kulturpalastes und des umliegenden Oktoberplatzes an. Die Bauarbeiten für den Palast begannen 1985, wurden jedoch aufgrund des Zusammenbruchs der Sowjetunion und der sich verschlechternden wirtschaftlichen Lage für einige Jahre eingestellt. Die Arbeiten wurden 1995 wieder aufgenommen. Das Gebäude wurde am 3. Oktober 1997 teilweise in Betrieb genommen und am 31. Dezember 2001 vollständig fertiggestellt.

## Beschreibung
Der Palast der Republik verfügt über einen großen Saal mit 2.700 Plätzen. Der kleine Saal bietet Platz für 470 Personen und der Konferenzraum für 70 Personen. Das Pressezentrum des Gebäudes ist mit Plätzen für 30 Journalisten ausgestattet. Im Gebäude befinden sich außerdem ein Café, eine Bar sowie verschiedene Lobby- und Ausstellungsräume.